# Эйшу (Авейру)
Эйшу (порт. Eixo)  —  район (фрегезия) в Португалии,  входит в округ Авейру. Является составной частью муниципалитета  Авейру. Находится в составе крупной городской агломерации Большое Авейру. По старому административному делению входил в провинцию Бейра-Литорал. Входит в экономико-статистический  субрегион Байшу-Воуга, который входит в Центральный регион. Население составляет 5253 человека. Занимает площадь 15,80 км².
Покровителем района считается Святой Исидор (порт. Santo Isidoro). 